# Fリーグ オーシャンカップ
Fリーグ オーシャンカップ（エフリーグ オーシャンカップ、F.League Ocean Cup）は、日本フットサルリーグ（Fリーグ）のリーグカップ戦である。毎年夏季に開催されている。主催は日本サッカー協会および日本フットサルトップリーグ。なお各年大会名には最後に西暦が入る（2013年であれば「Fリーグ オーシャンアリーナカップ2013」）。
2011年まではプレシーズンマッチとして行われていたが、2012年からはリーグ戦のプレーオフ導入などで開幕が6月に早まったことから、シーズン中に行われる形となった。

## 沿革
2008年6月、日本初の本格的フットサル専用アリーナとして完成したオーシャンアリーナのこけら落としとして、Fリーグ所属全8チーム（当時）が集う大会、大洋薬品オーシャンアリーナカップ2008 として開催されたのが最初である。このときは愛知県サッカー協会が主催だった。
翌2009年からはFリーグの公式カップ戦となり、正式名称がFリーグ大洋薬品オーシャンアリーナカップになった。2010年大会からはジュニアチームによる大会、「ジュニアカップ」も合わせて開催されている
2011年大会からはFリーグの10チームに加え、FUTSAL地域チャンピオンズリーグで上位に入った2チームも参加。
2012年より大洋薬品工業がテバ製薬に社名変更したため、大会名がFリーグテバオーシャンアリーナカップに変更された。
2013年にはテバ製薬が大会スポンサーから撤退したため、大会名がFリーグ オーシャンアリーナカップに変更された。
2014年は大会名がFリーグ オーシャンカップとなり、小田原アリーナで開催された。
2015年はFリーグ sfidaオーシャンカップ supported by LIFEGUARDとしてグリーンアリーナ神戸および神戸市立中央体育館で開催された。
2016年は開催せず。
2025年より新たにFリーグカップとして、前季のF1リーグの上位6チームによるトーナメント制のカップ戦として生まれ変わって、開催時期も9月に変更されることとなった。

## 主催・主管団体
- 主催：公益財団法人日本サッカー協会、[7]、一般財団法人日本フットサルトップリーグ[7]
- 主管：日本フットサルリーグ[7]、公益財団法人愛知県サッカー協会[7]、愛知県フットサル連盟[7]
- 協力：丸大産業、アビームコンサルティング、sfida、伊藤園、ATHLETA[7]

## 開催方式
Fリーグ所属の全12チーム、およびFUTSAL地域チャンピオンズリーグ上位2チームの合計14チームが集中開催方式のトーナメント戦を行う。前年度のリーグ戦及び本大会の優勝チーム（同一チームの場合はリーグ戦2位チーム）はシードされる。また、準決勝で敗退した2チームによる、3位決定戦も行う。前後半40分で決着が付かない場合はPK戦を行う（但し、決勝のみ前後半5分ずつの延長戦を行い、それでも決着が着かない時はPK戦）。
2015年大会は海外から招聘した4チームを加えた18チームで行われ、6組に分かれた予選ラウンドでの勝ち点の各1位とA-C組およびD-F組の2位のそれぞれ最上位2チームの合計8チームが決勝ラウンドに進む。
優勝賞金（強化費名目）は優勝300万円、準優勝100万円、3位50万円。

## 結果
| 回                                                                       | 年度 | 開催日程          | 大会名称                                                                    | 決勝   | 決勝             | 決勝   | 3位決定戦      | 3位決定戦        | 3位決定戦  |
| 回                                                                       | 年度 | 開催日程          | 大会名称                                                                    | 優勝   | 結果             | 準優勝 | 3位            | 結果             | 4位        |
| ------------------------------------------------------------------------ | ---- | ----------------- | --------------------------------------------------------------------------- | ------ | ---------------- | ------ | -------------- | ---------------- | ---------- |
| 1                                                                        | 2008 | 6月13日 - 6月15日 | 大洋薬品オーシャンアリーナカップ                                            | 大阪   | 4 - 4 (PK 4 - 2) | 名古屋 | 浦安           | 6 - 2            | 町田       |
| 2                                                                        | 2009 | 8月6日 - 8月9日   | Fリーグ 大洋薬品オーシャンアリーナカップ                                    | 大阪   | 2 - 2 (PK 5 - 4) | 名古屋 | 神戸           | 5 - 2            | 北海道     |
| 3                                                                        | 2010 | 7月22日 - 7月25日 | Fリーグ 大洋薬品オーシャンアリーナカップ                                    | 名古屋 | 4 - 0            | 大阪   | 北海道         | 8 - 4            | 大分       |
| 4                                                                        | 2011 | 7月21日 - 7月24日 | Fリーグ 大洋薬品オーシャンアリーナカップ                                    | 名古屋 | 5 - 0            | 大阪   | 大分           | 2 - 1            | 北海道     |
| 5                                                                        | 2012 | 8月23日 - 8月26日 | Fリーグ テバオーシャンアリーナカップ                                        | 名古屋 | 5 - 1            | 大阪   | 北海道         | 6 - 5            | 湘南       |
| 6                                                                        | 2013 | 8月8日 - 8月11日  | Fリーグ オーシャンアリーナカップ                                            | 名古屋 | 5 - 1            | 府中   | 大阪           | 3 - 1            | 湘南       |
| 7                                                                        | 2014 | 5月22日 - 5月25日 | Fリーグ オーシャンカップ                                                    | 名古屋 | 4 - 3            | 町田   | 湘南           | 1 - 1 (PK 5 - 4) | 大阪       |
| 8                                                                        | 2015 | 7月15日 - 7月20日 | Fリーグ sfida オーシャンカップ supported by LIFEGUARD                       | 府中   | 6 - 0            | 名古屋 | FK Nikars Riga | 1 - 1 (PK 4 - 3) | 北海道     |
| 9                                                                        | 2017 | 5月18日 - 5月21日 | Fリーグ sfida オーシャンカップ2017 in 北海きたえーる supported by LIFEGUARD | 名古屋 | 5 - 0            | 浦安   | 大阪           | 3 - 3 (PK 3 - 2) | 湘南       |
| 10                                                                       | 2018 | 5月25日 - 6月3日  | Fリーグ sfida オーシャンカップ 2018 supported by LIFEGUARD                  | 名古屋 | 3 - 0            | 大阪   | 町田           | 4 - 1            | すみだ     |
| 11                                                                       | 2019 | 5月14日 - 5月19日 | Fリーグオーシャンカップ 2019                                                | 名古屋 | 7 - 0            | 湘南   | 町田           | 4 - 1            | 立川・府中 |
| コロナウイルス感染症の感染拡大を防止するため2020年、2021年大会は開催中止 |      |                   |                                                                             |        |                  |        |                |                  |            |
| 12                                                                       | 2022 | 5月25日 - 6月5日  | Fリーグオーシャンカップ 2022                                                | 名古屋 | 4 - 3            | 立川   | 町田           | 3 - 2            | しながわ   |
| 13                                                                       | 2023 | 5月15日 - 5月21日 | Fリーグオーシャンカップ 2023                                                | 名古屋 | 5 - 1            | 浦安   | 立川           | 5 - 3            | 大阪       |
| 14                                                                       | 2024 | 5月13日 - 5月19日 | Fリーグオーシャンカップ 2024                                                | 名古屋 | 4 - 3            | 町田   | 大阪           | 3 - 3 (PK 5 - 4) | 立川       |

1. ↑  延長戦を行わずにPK戦を行った[8]。
2. ↑  延長戦を行わずにPK戦を行った[9]。

## クラブ別成績
| クラブ名                                         | 優 | 準 | 優勝年度                                                         | 準優勝年度             |
| ------------------------------------------------ | -- | -- | ---------------------------------------------------------------- | ---------------------- |
| 名古屋オーシャンズ                               | 11 | 3  | 2010, 2011, 2012, 2013, 2014, 2017, 2018, 2019. 2022, 2023, 2024 | 2008, 2009, 2015       |
| シュライカー大阪                                 | 2  | 4  | 2008, 2009                                                       | 2010, 2011, 2012, 2018 |
| 立川・府中アスレティックFC /立川アスレティックFC | 1  | 2  | 2015                                                             | 2013, 2022             |
| ペスカドーラ町田                                 | 0  | 2  |                                                                  | 2014, 2024             |
| バルドラール浦安                                 | 0  | 2  |                                                                  | 2017, 2023             |
| 湘南ベルマーレ                                   | 0  | 1  |                                                                  | 2019                   |